# 8739 Morihisa
8739 Morihisa eller 1997 BE3 är en asteroid i huvudbältet som upptäcktes den 30 januari 1997 av den japanska astronomen Takao Kobayashi vid Ōizumi-observatoriet. Den är uppkallad efter japanen Morihisa Suzuki.